# Javier Moreno Ruiz
Javier Moreno Ruiz (Madrid, 10 de novembre de 1970) és un jugador d'escacs espanyol que té el títol de Mestre Internacional des del 2001. Va aconseguir el seu màxim rating de 2545 d'Elo Fide el 2011. Actualment es dedica a impartir classes d'escacs avançats sobretot a joves.

## Resultats destacats en competició
Va guanyar el VI Campionat d'Espanya individual obert, a Lleó l'any 2006. Ha estat deu cops campió d'escacs de Madrid, la primera vegada als 24 anys el 1994, i la darrera el 2022.